# Łyżwiarstwo
Łyżwiarstwo  – grupa dyscyplin sportowych i rekreacyjnych, w których zawodnik porusza się po lodzie na specjalnych stalowych płozach (ostrza), przymocowanych do butów, zwanych łyżwami. Zarówno łyżwy, jak i same buty, różnią się między sobą, w zależności od dyscypliny, do jakiej są wykorzystywane. 

## Historia
Łyżwy wywodzą się z przedmiotów ułatwiających przemieszczanie się w warunkach zimowych. Za pierwotne łyżwy uważa się przyrządy, które były zbudowane ze zwierzęcych kości, przywiązywane rzemieniami do butów, jakie archeolodzy znajdują na terenie Alp, Fennoskandii, czy Chin. Współczesne łyżwy narodziły się w XIII lub XIV wieku w Niderlandach, gdzie w wyniku rozwoju gospodarczego i postępującej irygacji pojawiły się liczne płytkie, zamarzające na zimę kanały. 
Łyżwiarstwo stało się popularną rozrywką zimową w Niderlandach wśród wszystkich warstw społecznych. W XVI wieku metalowe łyżwy rozpowszechniły się w Europie – szczególnie w Wielkiej Brytanii (Szkocja i region The Fens na wschodzie Anglii) i Francji, głównie jednak jako rozrywka szlachty. Na początku XVIII wieku łyżwiarstwo dotarło też do Ameryki Północnej.
Pierwszą nowoczesną dyscypliną łyżwiarską jest łyżwiarstwo figurowe. W 1742 roku w Edynburgu powstał pierwszy klub łyżwiarski, a w 1772 roku Anglik Robert Jones opublikował „Traktat o Łyżwiarstwie” (ang. A Treatise on Skating) uważany za pierwszy opis łyżwiarstwa figurowego. W podobnym czasie jazda figurowa stała się modna wśród francuskiej arystokracji. Dyscyplinę zrewolucjonizował w 2. połowie XIX wieku Amerykanin Jackson Haines, który jako pierwszy zaczął produkować buty z przymocowanymi płozami w 1865 roku, a w 1870 wprowadził ząbki z przodu umożliwiające skoki i inne akrobacje. Tymczasem w 1876 roku w Londynie zbudowano pierwsze sztucznie chłodzone lodowisko. Łyżwiarstwo figurowe zadebiutowało na Igrzyskach Olimpijskich w 1908 roku jako pierwsza dyscyplina zimowa, na 16 lat przed pierwszymi Zimowymi Igrzyskami Olimpijskimi.
W XIX wieku rozwinęło się też łyżwiarstwo szybkie i hokej na lodzie. Ściganie się na łyżwach było popularną rozrywką już wcześniej, jednak pierwsze oficjalne zawody rozegrano dopiero w Oslo w 1863 roku, zaś pierwsze mistrzostwa świata gościła Holandia w 1889 roku. Hokej na lodzie narodził się tymczasem w latach 70. w Montrealu. 
Wiek XX charakteryzował się przede wszystkim rozwojem technologii, profesjonalizacją i włączeniem łyżwiarstwa w skład dyscyplin olimpijskich. Po łyżwiarstwie figurowym na Igrzyskach zagościł hokej w 1920 roku, łyżwiarstwo szybkie w 1924 i short track w 1988. Profesjonalna liga hokejowa NHL stała się jedną z bogatszych i popularniejszych lig sportowych świata. Dziś łyżwiarstwo w różnych formach jest uprawiane na każdym zamieszkałym kontynencie.

## Dyscypliny

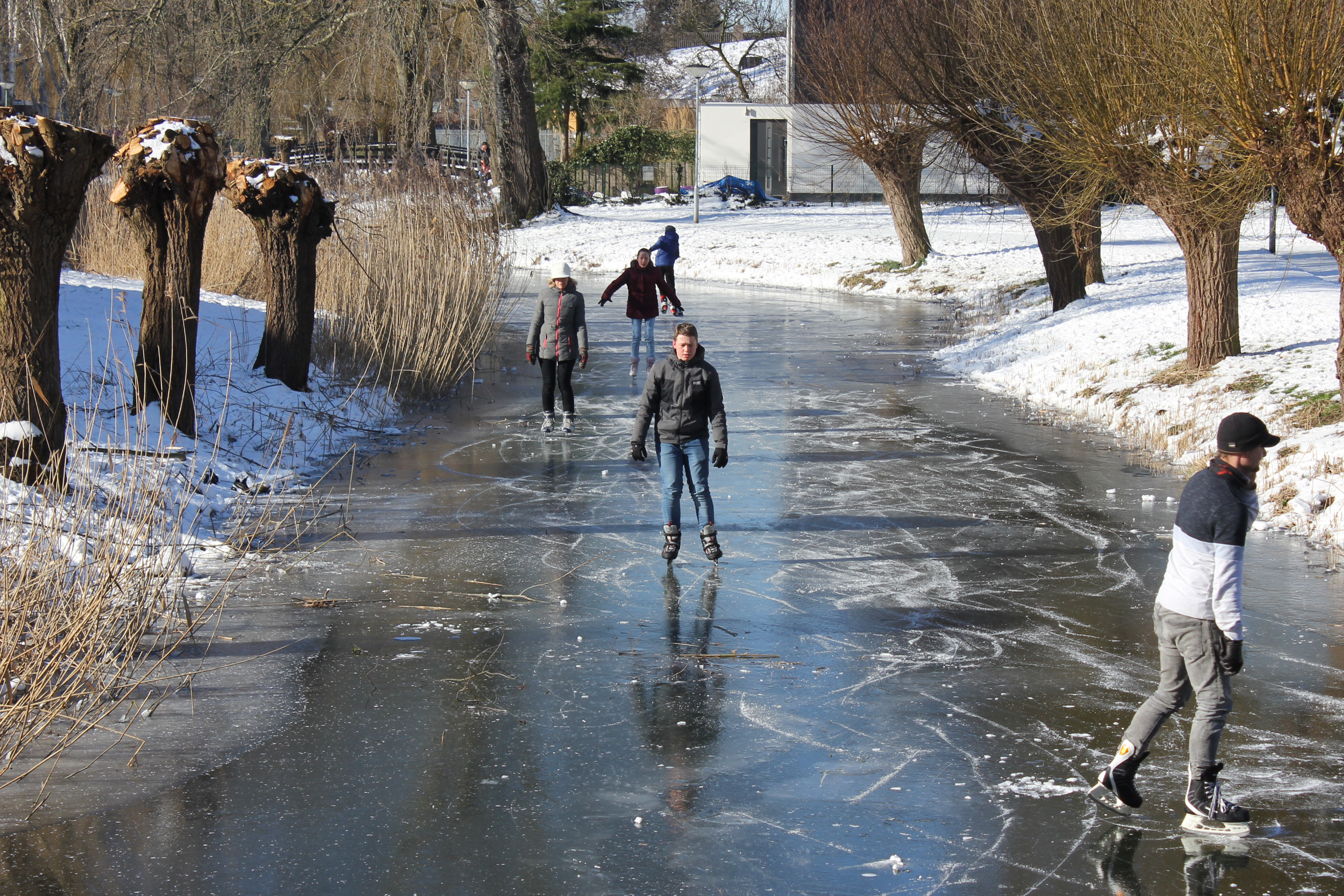
Łyżwiarze na zamarzniętym kanale w Holandii

Wyróżnia się sporty łyżwiarskie takie jak:
- hokej na lodzie[7] – sport zespołowy wywodzący się z Kanady polegający na zdobyciu większej liczby bramek przy pomocy specjalnego kija i krążka
- łyżwiarstwo figurowe (jazda indywidualna, pary sportowe, pary taneczne i łyżwiarstwo synchroniczne) – polegające na wykonywaniu różnych figur akrobatycznych i estetycznych

- łyżwiarstwo szybkie – polegające na jak najszybszym pokonaniu dystansu na torze długim bądź krótkim (tzw. short track)
- łyżwiarstwo wyprawowe – polegające na jeżdżeniu poza sztucznie przygotowanymi ślizgawkami, na zamarzniętych jeziorach, rzekach i kanałach, popularne w Skandynawii, Holandii, Kanadzie i na Alasce
- bandy – sport zespołowy popularny w Skandynawii oraz Rosji, zbliżony do hokeja na lodzie. Odmiana rink bandy jest grana na lodowiskach hokejowych z zasadami bandy klasycznego
- ice cross downhill – zjazd na łyżwach po torze lodowym
- ringette – bezkontaktowy sport zespołowy
- barrel jumping – przeskakiwanie nad beczkami położonymi na lodzie[8]

## Organizacje sportowe
Zawodnicy uprawiający olimpijskie sporty łyżwiarskie wyczynowo zrzeszeni są w krajowych związkach łyżwiarskich, które z kolei są członkami Międzynarodowej Unii Łyżwiarskiej (ISU – International Skating Union). Wyjątkiem jest hokej na lodzie, którego zawodnicy zrzeszeni są w krajowych związkach hokeja na lodzie, będących w większości członkami Międzynarodowej Federacji Hokeja na Lodzie (IIHF – International Ice Hockey Federation). 

## Galeria

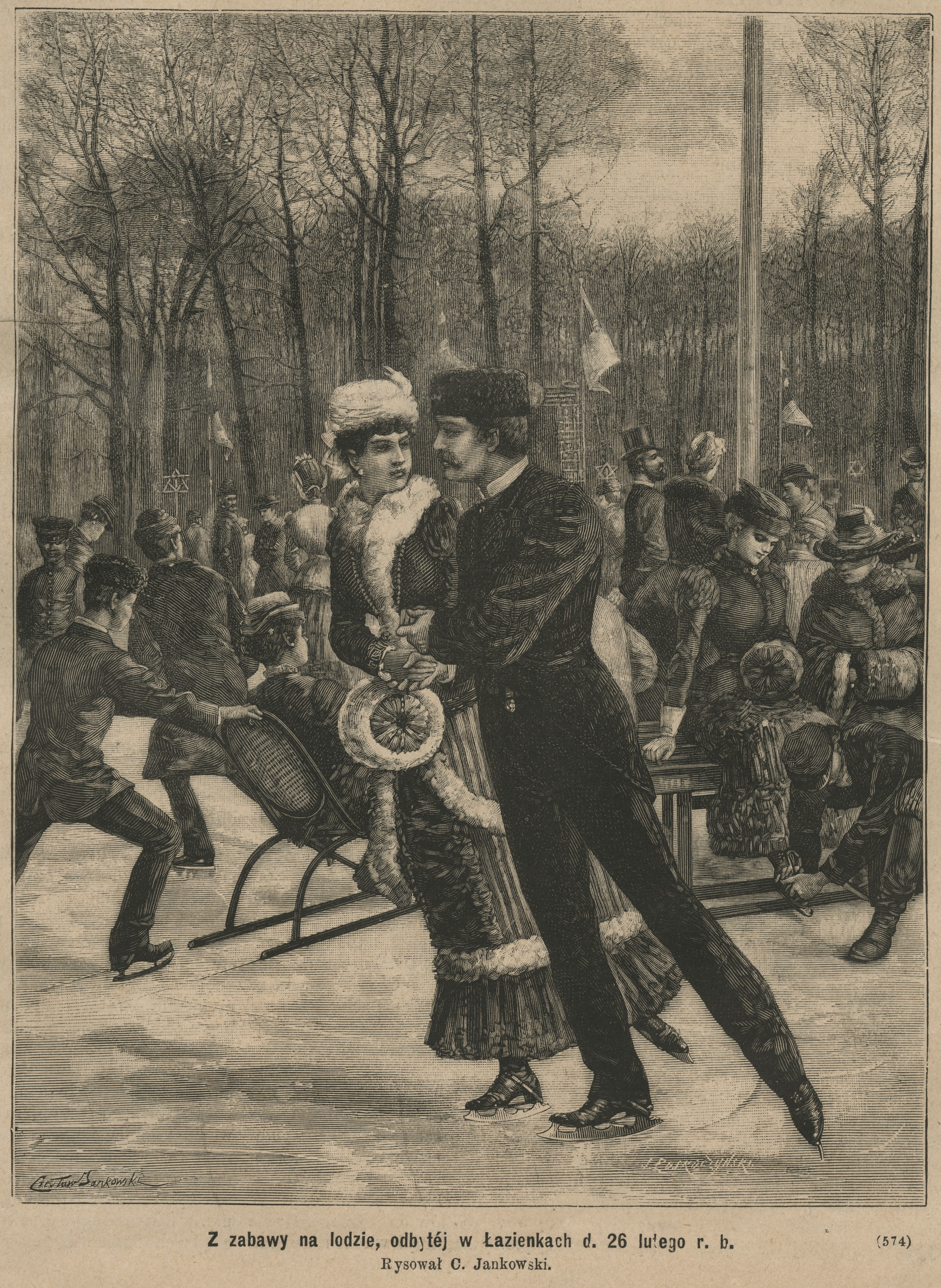
Zabawa na lodzie w 1885 roku
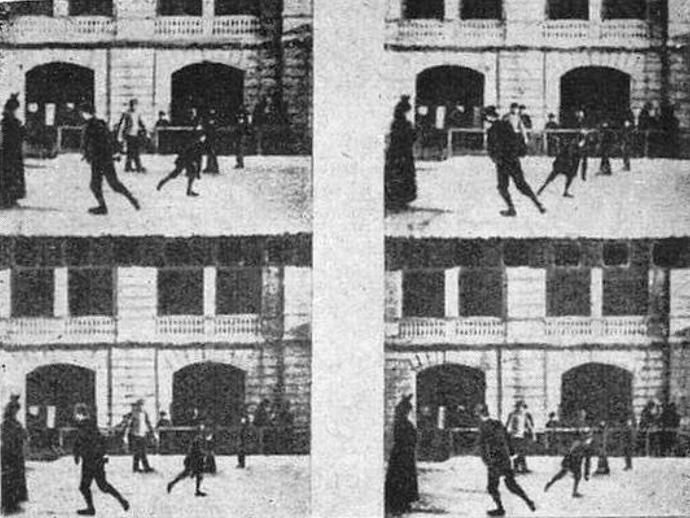
Członkowie Warszawskiego Towarzystwa Łyżwiarskiego w 1894.
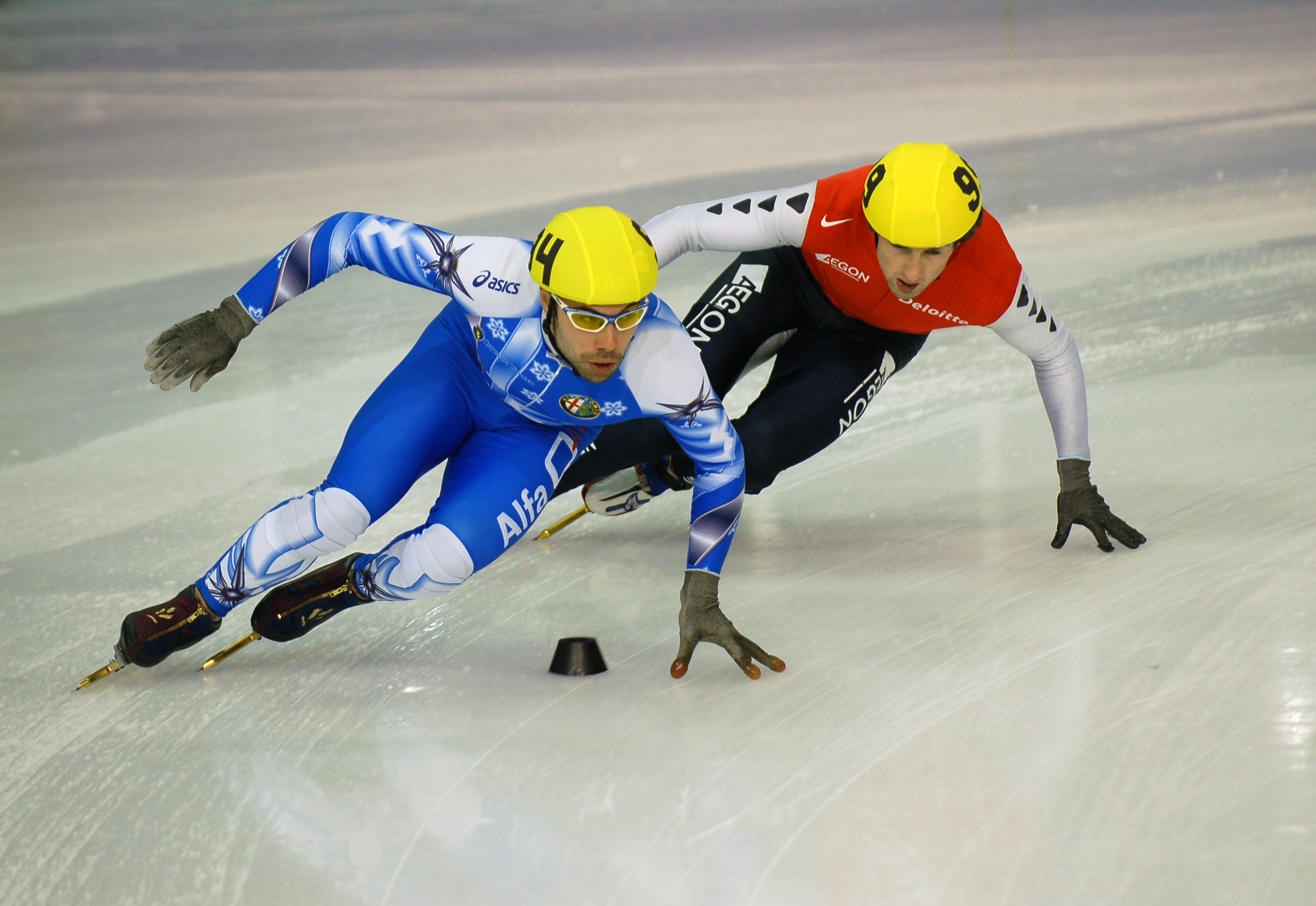
Łyżwiarze na krótkim torze
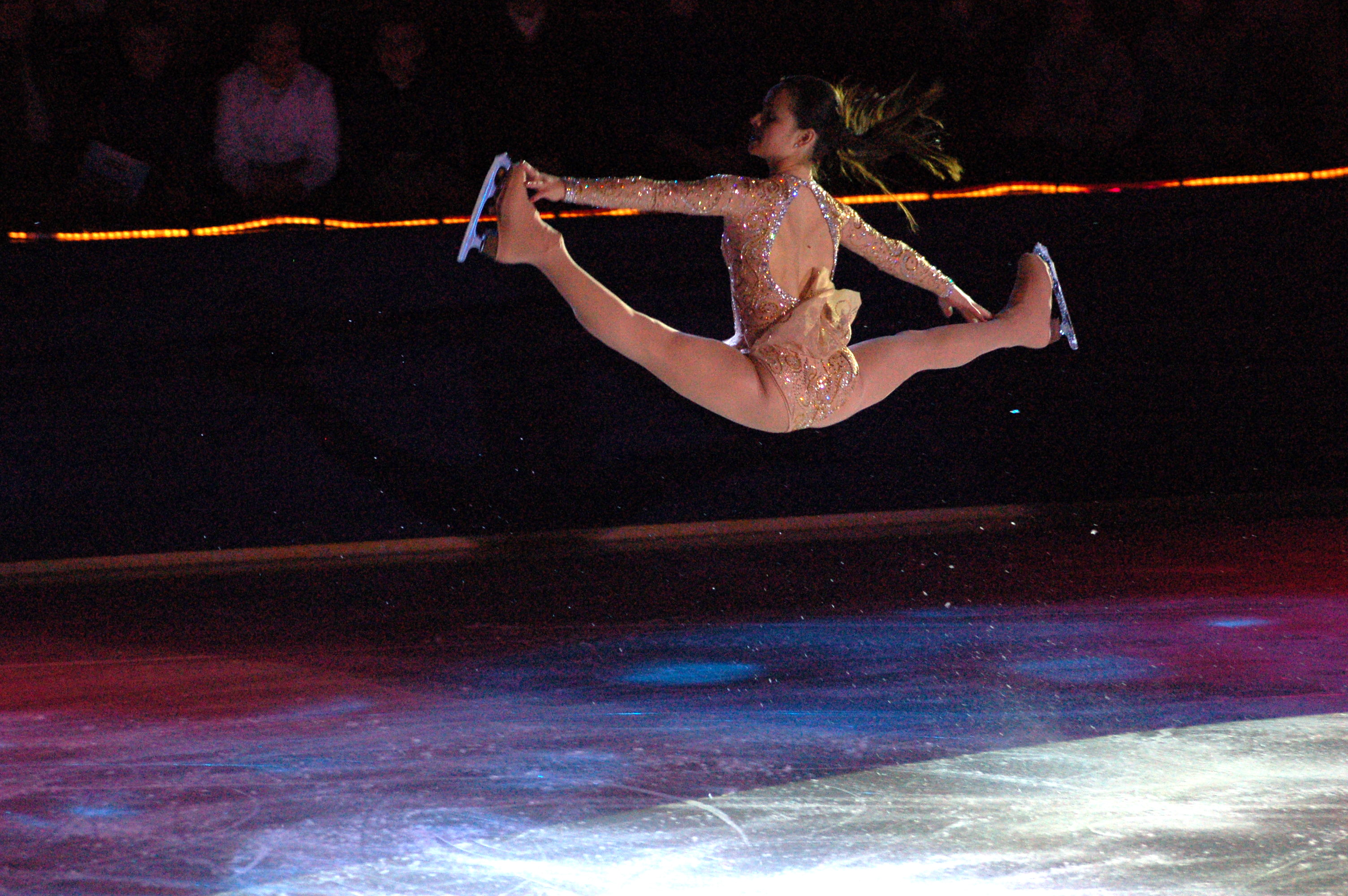
Łyżwiarka figurowa podczas skoku
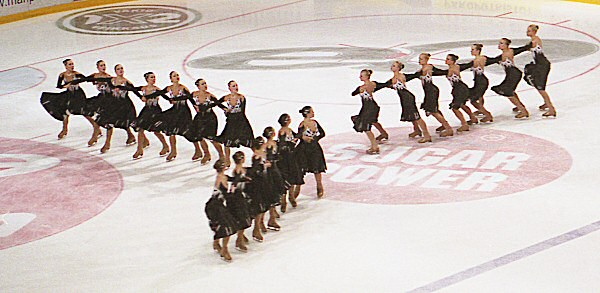
Łyżwiarstwo synchroniczne
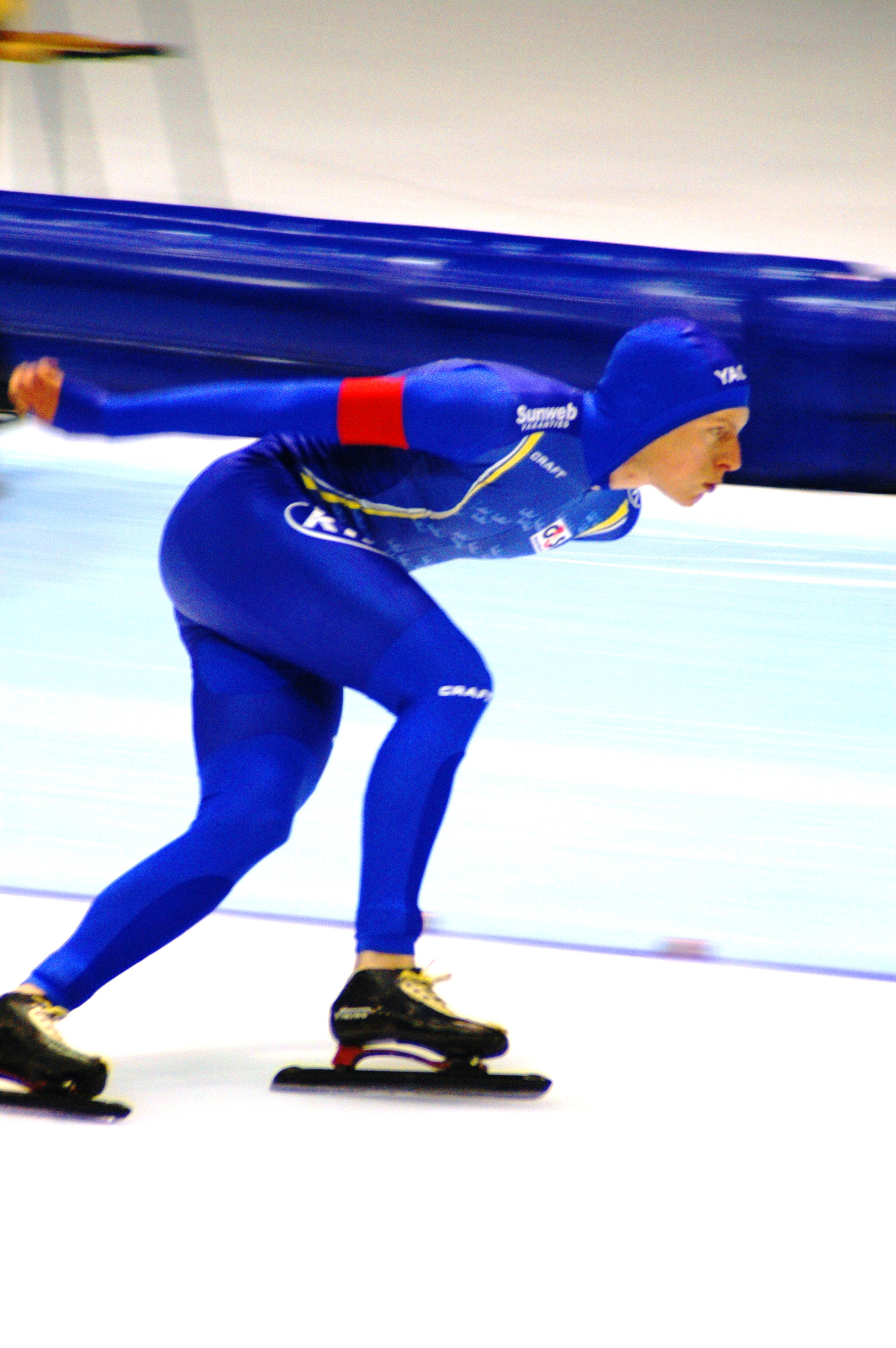
Łyżwiarstwo szybkie
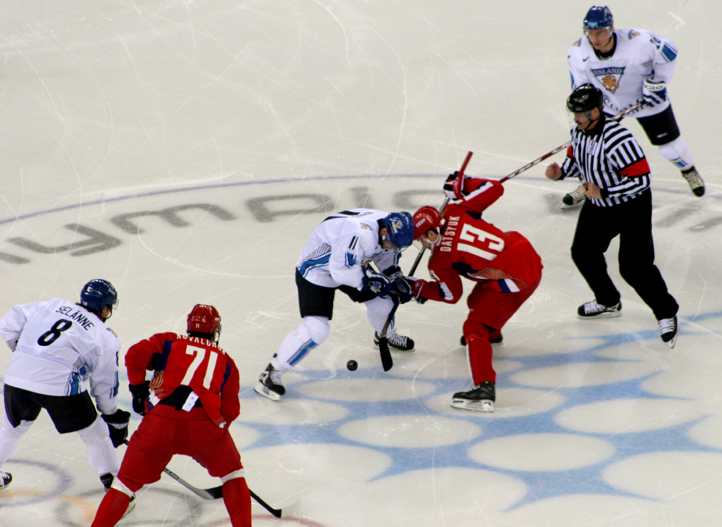
Hokej na lodzie